# Fülöp-szigeteki darázsölyv
A Fülöp-szigeteki darázsölyv (Pernis steerei) a madarak osztályának vágómadár-alakúak (Accipitriformes) rendjébe, ezen belül a vágómadárfélék (Accipitridae) családjába és a darázsölyvformák (Perninae) alcsaládjába tartozó faj.

## Rendszerezése
A fajt William Lutley Sclater brit zoológus írta le 1919-ben, a celebeszi darázsölyv (Pernis celebensis) alfajaként Pernis celebensis steerei néven.

## Alfajai
- Pernis steerei steerei Wallace, 1868
- Pernis steerei winkleri Gamauf & Preleuthner, 1998[3]

## Előfordulása
Délkelet-Ázsiában, a Fülöp-szigetek területén honos. Természetes élőhelyei a szubtrópusi és trópusi síkvidéki és hegyi esőerdők. Állandó, nem vonuló faj.

## Megjelenése
Testhossza 40 centiméter.

## Természetvédelmi helyzete
Az elterjedési területe nagyon nagy, egyedszáma ugyan csökken, de még nem éri el a kritikus szintet. A Természetvédelmi Világszövetség Vörös listáján nem fenyegetett fajként szerepel.